# CS 마리티무
CS 마리티무 (Club Sport Marítimo)는 포르투갈의 스포츠 클럽으로 축구팀이 가장 잘 알려져 있다. 축구 외에도 핸드볼, 배구팀도 보유하고 있다. 홈구장은 마데이라 제도의 주도인 푼샬에 있는 이스타디우 두 마리티무(포르투갈어: Estádio do Marítimo)이다. 이 클럽은 마데이라에서 가장 큰 클럽으로 라이벌팀으로는 CD 나시오날이 있다. 1985년부터 2023년까지 38년간 1부 리그인 프리메이라리가에 참가했었다.

## 역사
1910년 9월 20일에 Club Português de Sport Marítimo란 이름으로 창단되었다. 클럽은 포르투갈 공화국의 국기색인 빨강과 초록을 사용하여 그 당시 라이벌팀인 CS 마데이라(Club Sports da Madeira)의 파랑과 흰색의 왕국기의 색과 차별화하였다. 클럼명인 마리티무는 영어로 바다의, 해변의 라는 뜻을 가진 Maritime이다. 이는 그당시 팀의 선수들이 푼샬 항구에서 일하는 노동자들이었다는 것을 반영한 것이다.

## 역대 우승 기록
- 포르투갈 컵

우승 (1): 1925-26
- 포르투갈 컵 준우승

우승 (2): 1994-95, 2000-01
- 포르투갈 2부 리그 남부

우승 (3): 1976-77, 1981-82, 1984-85

## 유럽 대회 성적
| 시즌    | 대회   | 라운드 |                       | 클럽                   | 결과      |
| ------- | ------ | ------ | --------------------- | ---------------------- | --------- |
| 1993-94 | UEFA컵 | 1회전  | 벨기에                | 로얄 앤트워프          | 0-2, 2-2  |
| 1994-95 | UEFA컵 | 1회전  | 스위스                | 아라우                 | 0-0, 1-0  |
|         |        | 2회전  | 이탈리아              | 유벤투스               | 0-1, 1-2  |
| 1998-99 | UEFA컵 | 1회전  | 잉글랜드              | 리즈 유나이티드 (1-4p) | 0-1, 1-0  |
| 2001-02 | UEFA컵 | 예선전 | 보스니아 헤르체고비나 | FK 사라예보            | 1-0, 1-0  |
|         |        | 1회전  | 잉글랜드              | 리즈 유나이티드        | 1-0, 0-3  |
| 2004-05 | UEFA컵 | 1회전  | 스코틀랜드            | 레인저스 FC (2-4p)     | 1-0, 0-1  |
| 2008-09 | UEFA컵 | 1회전  | 스페인                | 발렌시아               | 0-1, 예정 |

 주: 굵게 표시된 것이 홈경기이다. 

## 선수 명단

### 현역
참고: FIFA 자격 규정에 따라 소속된 국가대표팀 국기를 표시합니다. 선수는 복수의 FIFA 비회원국 국적을 가지고 있을 수 있습니다.
| 번호 | 포지션 | 국적 | 이름                          |
| ---- | ------ | ---- | ----------------------------- |
| 2    | DF     |      | 이고르 줄리오                 |
| 5    | DF     |      | 노아 매드슨                   |
| 7    | FW     |      | 엘로스만 오일러 실바 카발칸티 |
| 9    | FW     |      | 프레슬라프 보루코프           |
| 35   | MF     |      | 노아 프랑수아즈               |

| 번호 | 포지션 | 국적 | 이름                   |
| ---- | ------ | ---- | ---------------------- |
| 98   | MF     |      | 이브라히마 칼릴 기라시 |

## 역대 감독
| 감독                 | 임기        |
| -------------------- | ----------- |
| 에지뉴 나자레트 필류 | 1993 ~ 1994 |
| 넬루 빙가다          | 1999 ~ 2003 |
| 아나톨리 비쇼베츠    | 2003        |
| 세바스치앙 라자로니  | 2007 ~ 2008 |
| 넬루 빙가다          | 2016        |